# بخش براتون (شهرستان آدامز، اوهایو)
بخش براتون (به انگلیسی: Bratton Township) یک منطقهٔ مسکونی در ایالات متحده آمریکا است که در شهرستان آدامز، اوهایو واقع شده‌است.
 بخش براتون ۸۳٫۲۳ کیلومتر مربع مساحت و ۱٬۴۶۱ نفر جمعیت دارد و ۲۷۹ متر بالاتر از سطح دریا واقع شده‌است.